# Variabilichromis moorii
Variabilichromis є монотиповим родом риб родини цихлові, що складається лише з виду Variabilichromis moorii (Boulenger 1898) .

## Морфологія
Самці можуть досягати 10,3 см завдовжки.

## Ареал
Variabilichromis moorii є ендемічним видом, що зустрічається у південній половині оз. Танганьїка.

## Утримання
При утриманні найкраще підтримувати температуру води в межах 24-26 °C.